# Scaled Composites Stratolaunch

Vergelijking van de grootte:
Scaled Composites Stratolaunch
Spruce Goose
Antonov An-225
Airbus A380
Boeing 747-8

De Scaled Composites Stratolaunch (bijgenaamd 'The Roc') is een door Scaled Composites gebouwd vliegtuig voor het bedrijf Stratolaunch Systems uit de Verenigde Staten. Het is ontworpen als vliegend lanceerplatform voor de ruimtevaart. De spanwijdte van het toestel is de grootste van een vliegmachine ooit.

## Eigenschappen en ontwerp
Het toestel heeft een dubbele romp, gescheiden door een derde vleugeldeel. Elke romp heeft zijn eigen traditionele staart. Aan beide buitenvleugels hangen drie motoren en het landingsgestel bevat 22 wielen. Onder de middenvleugel kunnen tot drie draagraketten worden gehangen. Voor de bouw van het vliegtuig werden onderdelen als motoren en landingsgestel hergebruikt van twee Boeing 747-400 vliegtuigen die voor dit doel gestript werden. Het gebruik van bestaande onderdelen die zich reeds bewezen hadden scheelde veel ontwikkelingstijd en drukte de kosten.

## Vluchten
Op 13 april 2019 was de eerste vlucht. Daarna zou het ruim twee jaar duren voor het toestel weer opsteeg. De tweede vlucht was op 29 april 2021. Op 16 januari 2022 werd de derde testvlucht uitgevoerd waarbij voor het eerst een van de vier rijen wielen van het landingsgestel werd ingetrokken. Tijdens de volgende testvlucht op 24 februari 2022 werd het gehele landingsgestel ingetrokken. Tijdens de vijfde testvlucht op 4 mei 2022 werd voor het eerst gevlogen met een pylon; de ophanging voor een Talon-hypersonisch voertuig. Op 28 oktober 2022 vloog de Stratolaunch voor het eerst met een Talon-prototype onder de middenvleugel. Na een aantal testvluchten werd op 13 mei 2023 dit testobject, TA-0, in de lucht losgekoppeld van het draagvliegtuig.

## Simulator
Stratolaunch Systems heeft een vliegtuigje van het type Learjet zo aangepast dat de cockpit gelijk is aan die van de Stratolaunch. Software in de boordcomputer zorgt ervoor dat het oefenvliegtuig tijdens een vlucht net zo op commando’s reageert als de Stratolaunch.

## Andere lanceervliegtuigen
Het lanceren van onder een vliegtuig is niet nieuw:
- Orbital Sciences Corporation lanceert sinds 1990 Pegasus-raketten, eerst vanonder B-52 Stratofortress Balls 8 en later vanonder de Lockheed L-1011 TriStar genaamd Stargazer.
- Virgin Orbit begon in 2020 met het lanceren van hun LauncherOne vanonder een aangepaste Boeing 747-400 genaamd Cosmic Girl. Na het faillissement van Virgin Orbit in 2023, werd dit vliegtuig door Stratolaunch Systems aangekocht.

Verder zijn er draagvliegtuigen voor suborbitale lanceringen gebruikt:
- De eveneens door Scaled Composites gebouwde WhiteKnight lanceerde SpaceShipOne en Virgin Galactics WhiteKnightTwo lanceert SpaceShipTwo.
- Een aangepaste B-52 Stratofortress genaamd 'Balls 8' lanceerde in de jaren 1960 de X-15.